# Suillia rubida
Suillia rubida är en tvåvingeart som först beskrevs av Daniel William Coquillett 1898.  Suillia rubida ingår i släktet Suillia och familjen myllflugor. Inga underarter finns listade i Catalogue of Life.